# Juliusz Słowacki
Juliusz Słowacki, poljski romantični pesnik in dramatik, * 23. avgust 1809, Krzemieniec Wołyński, Ruski imperij, † 3. april 1849, Pariz.

## Življenje
Juliusz Słowacki se je rodil kot prvi in edini otrok profesorja književnosti Evzebija Słowackega in Salomeje Słowacke. Družina je živela v kraju Krzemieniec na ozemlju današnje Ukrajine, ki je bilo po delitvah Poljske v osemnajstem stoletju priključeno Ruskemu imperiju. Oče Słowackega je kmalu po sinovem rojstvu postal univerzitetni profesor v Vilni. Leta 1814, ko je imel njegov sin pet let, je umrl za jetiko. Salomea Słowacka se je po moževi smrti poročila z univerzitetnim profesorjem in zdravnikom Augustom Bécujem, ki je kot zaupnik ruskega senatorja pripadal reakcionarnim silam. Umrl je leta 1824 ob udaru strele, kar je poljski romantični pesnik Adam Mickiewicz v svoji drami Praznik mrtvih (3. del) prikazal kot božjo kazen za sodelovanje pri pregonu poljskih narodno zavednih študentov. 
Juliusz Słowacki je odraščal ob branju romantičnih pesnikov in književnosti, s katero se je ob spodbudi matere srečeval v domačem okolju. Seznanil se je s svojim bodočim vzornikom in tekmecem Adamom Mickiewiczem ter sedem let starejšo Ludwiko Śniadecko, v katero se je nesrečno zaljubil. Juliusz Słowacki je bil bolehen in osamljen otrok, ki so mu veliko pozornosti posvečale mati in očimovi hčeri. 
Po končanem študiju prava in administracije v Vilni se je Słowacki leta 1829 zaposlil v državni službi v Varšavi. Že naslednje leto je v njegovo življenje in pesniško ustvarjanje posegla novembrska revolucija, ob kateri je spesnil več domoljubnih pesmi, ki so se razširile z letaki. Čeprav v poljski vstaji zoper rusko oblast ni aktivno sodeloval, je preko Dresdna zapustil domovino in z nalogami narodne vlade odpotoval v London. Kasneje se je naselil v Parizu, kjer je med poljskimi emigranti srečal Mickiewicza, ki je tedaj negativno ocenil njegovo poezijo. Iz Francije je Słowacki odpotoval v Ženevo. Po štirih letih bivanja v Švici se je v Italiji srečal s polsestro in stricem ter se v Rimu spoprijateljil s poljskim romantičnim pesnikom Zygmuntom Krasińskim. V letih 1836 in 1837 je s prijatelji potoval po severni Afriki in Bližnjem vzhodu. Na poti v Palestino, kjer je obiskal Kristusov grob, je na sirijski meji prestal karanteno zaradi epidemije kuge. Po vrnitvi v Evropo je bival v Firencah in Parizu, kjer se je za krajši čas zbližal s pripadniki poljskega mesjanističnega kulta, towianisti. 
Leta 1848 se je bolan vrnil v nemški del Poljske, v Poznanj, da bi sodeloval v vstajah ob pomladi narodov. Po neuspehu revolucionarnega gibanja in ponovnem srečanju z materjo je Słowacki spet odšel v Pariz, kjer je naslednje leto umrl. Pokopali so ga na pokopališču Montmartre. Leta 1927 so bili njegovi posmrtni ostanki vrnjeni na Poljsko in položeni v sarkofag, ki se danes nahaja v kripti na krakovskem kraljevem gradu Wawel ob grobu Mickiewicza. 

## Delo
Juliusz Słowacki je pričel pesniti že v zgodnji mladosti. Njegova prva dela sta zaznamovali osamljenost ter melanholija ob izgubah najbližjih in nesrečni ljubezni. Na epske pesnitve, drame in povesti, ki jih je Słowacki pisal pred novembrsko vstajo, je vplivalo Byronovo književno delo. Opevajo tipične svetobolne romantične junake, ki so v sporu z nerazumevajočim svetom in s samimi seboj. Snovno posegajo v poljsko zgodovino ter na Bližnji vzhod, a nacionalne ideje še ne postavljajo v ospredje.
Prelomnica v ustvarjalnem opusu Słowackega je leto 1830 z novembrsko revolucijo, ki je spodbudila nastanek njegovih patriotskih pesmi. V Parizu so izšle Poezije, a so bile slabo sprejete. Mickiewicz je tedaj dela Słowackega opisal kot »bleščeče svetišče brez boga«. V nasprotju z Adamom Mickiewiczem je bil Słowacki v svojih dramah in pesnitvah kritičen do svoje generacije. Romantični liki se v njegovih delih po letu 1830 zavzemajo za osvoboditev Poljske, a so zaradi šibkih osebnosti neuspešni. 
Po vrnitvi iz Palestine so izšla najpomembnejša dela Słowackega. V satirični pesnitvi Potovanje v Sveto deželo je kritiziral neodločnost in pomanjkanje poguma poljskih vstajnikov. V idejno mesijanistični pesnitvi Anhelli, ki se medbesedilno nanaša na [[Dante Alighieri|Dantejev Pekel, Anhelli potuje po Sibiriji, peklu izgnanih Poljakov. Potovanje po Bližnjem vzhodu in severni Afriki je snovno navdihnilo žalostinko Oče okuženih, ki je izšla skupaj z ljubezensko idilo V Švici in pesnitvijo Vaclav. Słowacki je zasnoval šest liričnih dram s snovjo iz poljske bajeslovne zgodovine, a je dokončal le dve: Balladyno in Lillo Wenedo. Po razhodu s towianisti je osnoval svoj lastni nauk o stvarjenju materije iz duha, ki ga je izrazil v svojem nedokončanem delu Kralj Duh. 

## Pomen
Juliusz Słowacki je ob Adamu Mickiewiczu in Zygmuntu Krasińskem eden izmed treh pesnikov-prerokov poljske romantike. Poljskega naroda ni videl le v vlogi mesijanistične žrtve brez krivde kot Mickiewicz, temveč je poudarjal tudi odgovornost Poljakov ob neuspelih vstajah. Zavzemal se je za vse družbene sloje ter kritiziral prevlado poljskega plemstva ter Poljakom nenaklonjeno vatikansko politiko. Literarno vrednost je njegovemu delu s pozitivno časopisno oceno prvič priznal Zygmunt Krasiński leta 1841. Žalostinka, opevajoča smrt otrok, Oče okuženih se vzporeja z žalostinkami Jana Kochanowskega. Balladyna in Lilla Weneda sta kot poetični drami z moderno simboliko predhodnici simbolizma in moderne. Literarno delo Słowackega je  vzbudilo zanimanje v času mlade Poljske ter nove romantike, simbolizma in moderne. Izid njegovih zbranih del je bil zaključen po drugi svetovni vojni. 

## Literarna dela

### Pesnitve
- Arab (1830)
- Hugo (1829)
- Jan Bielecki (1830)
- Godzina myśli (1833)
- Podróż do Ziemi Świętej (1836–1839)
- Anhelli (1838)
- Ojciec zadżumionych (1839)
- W Szwajcarii (1839)
- Wacław (1839)
- Beniowski
- Król-Duch (1845–1849)

### Drame
- Mindowe (1829)
- Kordian (1833)
- Horsztyński (1835)
- Balladyna (1839)
- Lilla Weneda (1840)
- Mazepa (1840)
- Ksiądz Marek (1843)
- Fantazy (1844)
- Sen srebrny Salomei (1844)

### Pesmi
- Oda do wolności (1830)
- Hymn o zachodzie słońca na morzu (1836)

### Prevodi v slovenščino
- V Švici (Vojeslav Molé; 1909)
- Oče okuženih (Tine Debeljak; 1939)
- V Švici ter izbor pesmi in odlomkov pesnitev (Rozka Štefan, Dušan Ludvik; 1973)
- Če se v nebesih kdaj srečava sama (Tone Pretnar, 1971)
- V spominsko knjigo Marji Wodziński, Ločitev, Marjetice, A(leksandri) M(oszczeński) II, Ko bova se v nebesih kdaj sestala (Rozka Štefan, 1999)